# 2023년 럿거스 대학교 파업
2023 럿거즈 대학 파업은 노동 쟁의행위였는데 직원과 대학원생 노동자와 관련한 것인데 미국, 뉴저지의 럿거즈 대학에서 말이다. 파업은 2023년 4월 10일에 시작했고, 2023년 4월 15일에 중지되었다. 모든 네 곳의 캠퍼스의 학교 노동자들—뉴 브룬즈윅, 뉴어크, 캠든, 그리고 알비에이치에스[럿거즈 생명의학 및 보건과학 연구소 Rutgers Biomedical and Health Sciences]—이 협상 절차에 참여했다. 9천 명의 직원과 6만7천 명의 학생들 이상의 사람들이 파업에 의해 영향을 받았다.
파업에 관련된 노동조합들은 파업의 이유로 적은 급여와 낮은 일자리 안정성을 말했는데, 동일 노동에 대한 동일 임금을 요구하면서 말이다. 럿거즈 행정실은, 대학 총장 조나단 홀로웨이에 의해 운영되는 그것은, 파업이 불법이라고 주장했다. 관리자측 협상자들은 점진적 인상이라는 대안-제안을 했는데 럿거즈 에이에이유피-에이에프티[미국 대학 교수 연대-미국 교사 연대American Association of University Professors-American Federation of Teachers]가 요구한 것들 보다 더 적은 비율의 인상이었고 노동 조건에 관한 많은 제안들을 거부했다. 파업은 끝났는데 임시적 틀이 4월 15일에 합의된 후에 그랬는데 비록 노조들이 노동 중단을 다시 할 것이라고 말했지만 만약에 그들의 성과가 보장되지 않는다면 말이다. 합의가 5월 8일에 공식적으로 되었는데, 파업을 끝내면서 말이다.
그것은 학교의 역사에서 학교에 의한 첫 파업이었고, 미국 교육 역사에서 가장 큰 파업들 중의 하나였다. 1987년 1월에 2,800명의 교사가 아닌 공무직들에 의한 파업이 끝났었는데 9년 후에 합의가 행정실과 이루어진 후에 말이다. 파업을 끝내는 협상에의, 뉴저지 주지사 필 머피의 적극적인 개입이 전례 없는 것으로 간주되었고 노조 간부들과 홀로웨이 둘 모두가 경의를 표했다.

## 배경
2020년 6월에 코로나 감염병 유행 중에, 럿거즈는 재정적 파산을 선언했고 1,000명 이상의 노동자들을 해고했는데, 저녁식사-서비스 노동자들과 조교들을 포함해서 말이다. 해고는 대학의 총 노조원의 5퍼센트 이상을 포함했다. 해고는 럿거즈 노동자들 사이에 일자리 안정성에 대한 관심을 촉발했고, 대학에 20개의 노동조합들은 연대체를 구성했는데 해고에 의해 위협받는 일자리를 지키는 ‘럿거즈 노조 연대(시알유)’라고 불리는 연대체였는데 대신에 휴직을 고려하게끔 행정실을 많은 노조들이 압박하면서 말이다. 게다가, 감염병 유행에 의해 촉발된 지체의 결과로, 많은 대학원생들이 그들의 연구를 위한 지원을 중단당했고 럿거즈는 적절한 보상을 주지 않았다. 2021년 4월에, 2022년 1월까지 더이상의 해고를 중단하는 합의를 '럿거즈 노조 연대'가 이끌어냈지만, 그 동안에 일자리 안정성과 적절한 임금에 대한 불안은 남았다.
럿거즈와 20개의 노조들 간의 노동 계약이 2022년 6월 30일에 만료되었고, 노조원들은 계약서 없이 계속해서 일했다. 2022년 8월에, '버건 군청 통계'에 의한 조사는 럿거즈 체육대학이 45만 달러를 썼다고 밝혀냈는데 2021년 5월과 2022년 6월 사이에 미식축구 선수들이 했던 '도어대시[음식배달주문 어플]' 주문으로 그랬는데, 럿거즈가 그들의 예산을 사용하고 있는 방식에 의문을 제기하도록 많은 학생들을 촉발하면서 말이다. 레베카 지반, 미국 교수 연대-미국 교사 연대(에이에이유피-에이에프티) 위원장인 그 사람은, 럿거즈 행정실의 "뒤집혀진 우선순위"를 비판했는데, 다음과 같이 말했다:
"럿거즈의 다른 모든 사람들이 엄격한 규칙을 지키고 이것들과 같은 지출에 대해서 백 개의 단계를 넘어서야 하지만, 명백히 그 규칙은 체육 사업이나 그것을 감독하는 상급 행정직원에게는 적용되지 않는다. 그리고 동시에, 행정실은 우리에게 긴급한 필요를 위한 돈을 그들이 가지고 있지 않다고 말하는데, 자금 지원 확대를 보장하는 중심 사업 같은 필요인데 감염병 유행에 의해 일을 중단당했던 대학원생들을 위해서 말이다."
2022년 12월 6일에, 수백 명의 학생들과 직원이 부히스 몰에 모였는데 뉴 브룬즈윅의 대학 거리 캠퍼스에 협상 진전이 없는 것에 항의하기 위해서 말이다. 100건 이상의 협상이 결과적으로 의견일치 없이 열렸다. 2023년 2월 28일에, 행정실과의 실패한 협상이 있던 8개월 후에, 럿거즈 노조 연대 안의 세 노조들(교수 연대-교사 연대, 시간 강사 교직원 지회[Part-Time Lecturer Faculty Chapter]-교수 연대-교사 연대, 그리고 교수 연대-비에이치에스엔제이[뉴 저지 생명의학 및 보건 과학 노조 Biomedical and Health Sciences of New Jersey])은 파업 찬반 투표를 집단으로 시작했다. 투표는 3월 10일에 끝났다. 노조원의 약 80퍼센트가 투표에 참여했고, 투표인들 중 94퍼센트가 파업에 찬성했다.
3월과 4월에 걸쳐서, 대학 총장 조나단 홀로웨이는 시시때때로의 상황변화를 알렸는데 대부분 이메일 폭탄을 통해서, 학생과 직원들에게 노동 협상에 대해서 말이다. 많은 이메일에서, 홀로웨이는 경고했는데 공무원에 의한 파업은 “뉴 저지에서 불법”이라고 경고했는데, 가처분이 공무원들을 업무에 복귀하도록 강제했던, 이전의 판례를 언급하면서 말이다. 그 발언은 전국의 교육기관들에 의해 광범위하게 비난을 받았는데, 그의 발언을 철회하도록 그에게 요구하는 공개 서한이 이브람 엑스 켄디, 엘리자베스 힌턴, 그리고 주디스 버틀러를 포함한 40명 이상의 학자들에 의해 서명되면서 말이다. 노조들은 홀로웨이의 경고에 대답했는데 특정한 금지조항이 없다고 주장하면서 대답했는데 주정부 헌법이나 법령에서 집회 및 파업에 대해서 말이다.

### 임금과 노동자 복지
파업 전에, 대학원생들은 일 년에 3만 달러 조금 넘는 액수만큼만 받고 있었는데, 비율적으로 조정되었을 때 그들의 정규직 동료들보다 훨씬 적게 말이다. 노조 위원장들은 최저임금이3만7천 달러까지 인상될 것을 요구했다. 이 임금은 뉴 저지, 미들섹스 군청의 생활 임금에 여전히 못 미칠 것인데, 2022년에 적어도 4만1천38달러 40센트가 생활 임금이었다. 노조위원장들은 럿거즈가 제시한 제안이 수용 불가능하다고 밝혔는데, 그것은 그들의 계약의 세네번째 해에만 임금 인상이 되게 할 것이었다. 노조들은 또한 인상을 요구했는데 정규직 직원들, 박사 후 연구원, 조교, 그리고 보조 직원에 대해서 요구했는데, 그들에 대해서 행정실이 모호한 제안을 했었다. 노조들에 의해 제기된 다른 요구들은 다음의 것들을 포함하는데 그것은 "재정적 긴급상황"의 결과로 인상이 취소되도록 허용하는, 계약 상의 어떠한 문구라도의 삭제, 늘어난 육아 휴직, 캠퍼스 학생 주거에 대한 임대료 동결, 그리고 일부 학생들을 위한 이자 면제이다.

## 파업의 과정
파업은 가상적인 "시민 회관 회의" 동안에 처음으로 발표되었는데 2023년 4월 9일, 일요일 저녁에 줌으로 열린 회의였는데, 다음 월요일 오전 9시에 시작되었다. 파업이 발표되고 잠시 후에, 럿거즈 지역사회에의 이메일에 조나단 홀로웨이는 적었다: "이것이 아주 실망스럽다고 말하는 것은 과소평가일 것인데, 특히 불과 이틀 전에, 쌍방이 합의에 이르도록 우리를 돕는 중재자의 임명에 신뢰를 가지고 동의한 상태에서 말이다." 그 밤 늦게, 노조 위원장들과 대학 행정가들에게 필 머피 주지사가 요청했는데 "생산적 대화"를 가지기 위해 트렌턴의 그의 사무실에서 만나는 것을 말이다.
4월 10일에 파업이 시작되었다. 파업의 초기에, 럿거즈와의 마지막 노조 계약이 만료된 이후로 284일이 지났었다. 세 개의 노조들이 파업에 참여했다: 럿거즈 에이에이유피-에이에프티(미국 대학 교수 연대 – 미국 교사 연대), 시간 강사 직원 지회-교수 연대-교사 연대 (럿거즈 보조 강사 노조), 그리고 뉴 저지 생명의학 및 보건 과학 노조 (교수 연대-생명 보건 노조). 노조들은 성명서에서 주장했다 "다음의 것들을 위해 우리가 함께 싸우기로 결정했음을 행정실은 이해하지 못 하는데 그것은 동일 노동 동일 임금, 모두를 위한 생활 임금, 진정한 일자리 보장, 인종 및 성별 평등, 그리고 공평한 임금 인상이다. 대학을 만들기 위해 파업하는 것 말고는 우리는 다른 선택을 할 수 없는데 그것의 노동자와 그것의 학생을 진짜로 소중하게 여기는 대학 말이다."
트렌턴에서의 협상 동안에, 홀로웨이가 파업참가자들에 대한 법적 행위를 취하지 말 것을 머피는 촉구했는데 더이상의 진전이 있을 수 있을 때까지 그랬지만, 홀로웨이는 그가 법적 행위를 취할 거라고 경고했는데 만약에 협상 타결으로의 아무런 진전도 있을 수 없다면 말이다. 파업을 끝나게 하기 위해서 주정부 예산을 사용하자는 머피의 제안은 국회의원들 사이에서 "위험한 전례"를 만드는 것이라는 논란과 비난을 촉발했다.
4월 13일에, 전임이 아닌 교수들이 "유망한 계약갱신"을 가지는 합의가 이루어졌는데, 더 이상 매년 그들이 그들의 일자리에 다시 지원하도록 요구하지 않으면서 말이다. 파업은 4월 15일 아침에 중단되었는데 "틀 합의"가 이루어졌다고 머피가 발표한 후에 말이다. 5월 1일에, 임시 교섭안이 노조위원장들에 의해 만들어졌다. 5월 8일에, 교섭안이 모든 노조 공무직 조합원들에 의해 투표에 부쳐졌는데, 93퍼센트의 투표인들이 가결에 찬성했다.

### 잠재적 '행정직 노조-교사 연대' 파업
4월 11일에, 네번째 노조, 유알에이-에이에프티(럿거즈 행정직 노조-미국 교사 연대)가, 시설, 주거 생활, 그리고 급식 서비스의 2,500명의 노동자를 대표하는 그것이, 파업에 결합하려는 움직임을 보였다. '행정직 노조-교사 연대'가 4월 17일에 파업 선언을 했는데 그것들의 조합원들이 파업에 들어가는 절차를 시작하려고 하는지 결정하기 위해서 그랬는데 선언이 4월 24일에 끝나는 것으로 되어있는 상황에서 말이다. '행정직 노조-교사 연대' 위원장, 크리스틴 오코넬은, 럿거즈 행정실과의 그들의 노동 계약 협상은 다른 세 개의 노조들과는 완전히 별개라고 말했고, 계약 제안들에 대해서 행정실과 반복되는 거절과 지연에 직면했다.

## 영향
합의는 4월 15일에 이루어졌는데 모든 직렬의 임금 인상을 포함했는데 2022년 7월 1일 이후에 체결된 모든 계약에 소급해서 말이다. 전일제 직원과 상담사의 급여는 2025년 7월 1일부로 최소 14퍼센트 인상되었는데, 43.8퍼센트 인상이 사 년에 걸쳐서 시간 강사에 대해 협상되는 한편 말이다. 같은 시기 동안에, 박사 후 동료 및 연구원의 최저임금은 27.9퍼센트 인상되었다. 대학원생은 다음을 보장받았는데 그것들은 건강보험, 무료 수업료 및 등록금, 사만 달러만큼의, 10개월치 임금 인상이다. 예산이 지급되는 방식과 추가적인 요소들에 대한 세부사항은 앞으로 제공될 것이다.
새로운 계약에 대해 최종 투표가 이루어질 수 있을 때까지 협상이 계속될 것으로 기대되는데, "해결될 필요가 있는 공개적 사안들"이 남아있다고 노조 위원장들이 조심스러워하면서 말이다. 주지사 머피의, 파업에의 중재가 협상 타결에 중요한 것으로 보여졌는데, 홀로웨이 총장이 그를 "우리 모두가 많이 빚지고 있는 사람"으로 언급하면서 말이다. 머피의 중재는 2022년 캘리포니아 대학 파업과 같은, 다른 대학 파업과 대조되었는데, 행정적 조치에 의해 영향을 받지 않은 경우와 말이다. 파업을 접는 결정은 몇몇 동의하지 않는 노동자에 의해 비난을 받았는데, "기념비적인 배신"에 서명했다고 노조 위원장들을 '세계 사회주의자 누리집'이 비난하면서 말이다. 일부 노조들은 계속해서 선전활동을 했는데 그들의 요구를 보장하는 파업의 결과가 도출된 후에 말이다.

## 반응
파업은 전세계의 노동운동과 논평자들로부터 연대의 표명을 받았는데, 그들 중 많은 사람들이 대학 총장 홀로웨이의 행동을 비난했다. 전임 교수들과 저임금 학교 노동자들 간에 보여진 단결이 교육 행정가 줄리 이 울먼에게 "흔하지 않고 감동스러운" 것으로 보여졌다. '레버'는 투자들로부터 2억4천6백만 달러 간의 차이를 언급했는데 지난 2년간 대학이 헤지 펀드 투자에 사용한 투자들로부터인데 그런 투자 행위가 다른 자금으로 이어졌다고 그 언론이 보도하면서 말이다. '살롱'은 파업 행위를 전국의 노동운동이 "빠르게 투쟁적으로 변하고 있고 현재 상황을 뒤집기 위해서 더 기꺼이 파업하려고 하고 있다"는 의미라고 설명했고, 그것을 옹호했는데 "집단적 전국 운동의 한 부분인데 고등 교육에 대한 기업 지배에 대항하려는 운동”이라고 말이다. 엔피알은 보여주는 것이라고 그 행동을 생각했는데 “지 세대는 살아있는 가장 큰 친노조 세대”라고 말이다. ‘필라델피아 질문 있어요’는 그 파업을 의미하는 것이라고 설명했는데 노동 관계에 대한 코로나 감염병의 영향을 그리고 생활 임금에 대한 요구를 의미한다고 말이다.
주정부에 있는 에이에프엘-시아이오[미국노동연맹–산별조직회의] 그리고 교육자의 노동 조합인 뉴 저지 교육 연대(엔제이이에이) 둘모두는 파업 행동에 대한 그들의 지지의 목소리를 냈다. 라스 바라카, 뉴어크 시장은, 파업에 대한 지지로 성명을 발표했는데, “저는 직원 노조 편이에요. 더 잘 하세요, 럿거즈.”라고 말이다. 파업참가자들은 다음의 사람들에 의해 개인적으로 결합되었는데 그들은 전국 교수 연대 대표 아이린 멀베이, 뉴 브런즈윅을 지역구로 가지고 있는, 연방 하원의원 프랭크 팰런, 그리고 뉴 저지 의회 대변인인, 크레이그 커플린이다. 연방 상원의원 버니 샌더즈는 교직원들을 지지하는 트위터 글을 썼다.
보수적 평론가들은 엇갈린 반응들로 파업에 반응했다. 텔레비전 호스트이자 의회의원 후보인 빌 스파데아는 파업참가자들을 지지하는 글을 썼지만, 2021년 주정부 후보자 잭 시아타렐리는 졸업생들에 대한 우려의 목소리를 냈다. 월 스트릿 저널의 편집국은 머피의 행동을 비난했는데 대학생들보다 파업참가자들의 요구를 우선시한 것이라고 그랬는데 수업을 방해하고 졸업을 연기시키면서 말이다.

## 같이 보기
- 2022년 캘리포니아 대학 학교 노동자들의 파업